# 欧州議会議員
欧州議会議員（おうしゅうぎかいぎいん）は、欧州連合で直接選挙が行われて組織される立法機関である欧州議会を構成する議員。欧州議会議員は欧州連合において各国議会の議員と同等の機能を持つ。一部の加盟国では欧州代議士（フランス語：Député européen など。このほかイタリア語、スペイン語、ポルトガル語などでも同様）とも表現される。
欧州議会が設立された当時、議員は加盟国政府によって任命されていた。その後1979年以降は直接普通選挙で選出されるようになり、加盟各国ではそれぞれにおいて欧州議会議員の選挙方法を制定している。

## 欧州議会議員選挙
2014年5月以降、欧州議会議員の数は751となっている。選挙は5年に1度、普通選挙に基づいて行われる。選挙制度については統一された方式はなく、加盟国ごとで以下の3つの原則に反しない限りにおいて自由に選挙方法を採用することができる。
- 政党名簿比例代表または単記移譲式投票による比例代表制を採用する。
- 比例代表制の性質に大きな影響を与えない限りにおいて選挙区を細分化することができる。
- 一定の得票率を獲得することができなかった政党に議席の配分を認めない制度を導入する場合、その最低得票率は5%を超えてはならない。

各国の議席配分数は逓減比例の原則に基づくものとなっており、すなわち各国の人口規模が考慮されるものの、人口規模が小さい国は厳密な配分数よりも多く議席が割り当てられている。また基本条約にかんする協議で定められた各国の議員数について、加盟国間で割当に関する正確な方式は定められていない。各国の議席配分数の変更には全加盟国政府の承認が求められる。

### 議員勤続年数
国内議会と比較すると欧州議会は議員の入れ替わりが大きい。2009年の選挙後で初めて欧州議会議員となったのは全体の49.8%であった。その一方で、欧州議会の最初の直接選挙が実施された1979年から欧州議会議員を務めているのは1人（ハンス＝ゲルト・ペテリング）しかいない。

## 会派
一部を除くすべての欧州議会議員は、同様の政治思想を持つ各国の政党が集まって組織される院内会派に所属している。ドイツの2大政党を例に見ると、ドイツ社会民主党に所属する議員は社会民主進歩同盟に、ドイツキリスト教民主同盟所属の議員は欧州人民党グループに加わっている。
ところが欧州議会における会派の構造は、ほとんどの国での議会会派のそれとは大きく異なっている点がある。欧州議会議院規則では「すべての議員はあらゆる負託に拘束されない」とうたっている。そのため欧州議会会派の規則の拘束力は国内議会の政党におけるそれよりも緩やかなものとなっており、特定分野の案件では、欧州議会で1つの会派を構成している特定の国の政党の議員団や議員個人が、会派の方針に反する意思を示すこともある。さらには会派の意思決定も、会派の執行部で行われるのではなく、会派内で議論されて決められている。そのため議会内や会派内で役職を持たない議員にも、欧州議会内で政策を進めるにあたっては影響力を持っている。
また政党会派とは別に、議員個人にも議会内での権限が多く保障されている。
- 決議を提案する権利
- 欧州議会、欧州理事会、欧州連合理事会、欧州委員会に対して質問する権利
- 議会委員会において法案の修正を提案する権利
- 投票に対して説明する権利
- 議事の進行にかんして提案する権利
- 事案の却下を提案する権利

## 職務
欧州議会議員は議員としての活動にかかりきりになることが多い。各月の1週間はストラスブールでの本会議に出席し、残りの3週間の大半はブリュッセルで議会の委員会、会派の会合、本会議に出席することになる。
これに加えて地元選挙区との関係も維持する必要がある。議員が議会と選挙区を頻繁に行き来することは国内議会の議員においても問題となっていることがあるが、欧州議会議員の場合はその距離が長いために、その負担の程度は国内での状況よりも大きいものとなっている。議会関連の職務を行うと欧州議会議員には週に数日しか時間が残されておらず、その間にそれぞれの選挙区での活動を行い、また選挙区の組織や地方・国政の政治家、財界、労働組合などとの関係を構築しなければならない。このような時間的制約のために、欧州議会議員の多くは選挙区での問題対応のために大勢のスタッフを雇っている。
欧州議会議員の多くは自宅を出身国ではなくブリュッセルにおいている。これは議員が選挙区で過ごす時間が限られており、家族と過ごす時間を確保するためである。
また欧州議会議員の権限は国内議会の議員に比べてはるかに小さいものであるため、出身国内での公職の経歴は国内議会の議員に比べても低いものとなっている。

## 費用・待遇

### 歳費
欧州議会議員にはそれぞれの出身国の議会下院議員と同額の歳費が支払われる。このため歳費の額は議員によって大きく違ったものとなっている。2002年にはイタリア出身の議員には13万ユーロが支払われたが、一方でスペイン出身の議員にはそのおよそ4分の1の32,000ユーロしか支払われていない。
ところが2005年6月、欧州連合理事会は欧州議会の提案を受けて、歳費規程の単一化に合意した。これにより2009年の選挙後に就任した欧州議会議員には月額で7,000ユーロが支払われる。さらに、批判を多く受けていた議員活動経費にかんする規程も改められることになっている。

### 経費
一部の加盟国内（とくにデンマーク、スウェーデン、イギリスが知られる）からは欧州議会議員に対して、経費を個人の利益として受け取っているという批判がある。そのような批判を大別すると、支払額と支払方法に向けられている。
経費の支払額にかんしては、議院規程によるとイギリスの国内議会の議員よりも内容として劣ったものとなっている。事務所経費を見ると、欧州議会議員はイギリス議会議員よりも44%多く受け取っているが、これには通信費や備品などの経費が含まれている。イギリス議会議員に支払われる事務所経費には通信費などは含まれておらず、別途無制限に支払われている。
支払方式についても、欧州議会議員に支払われる地元とブリュッセル間の行き来にかかる航空運賃について、実際に支払われた額に関係なく通常料金を支給している。この額はファーストクラスではなくエコノミー料金であるが、ブリュッセルを発着する格安航空会社を利用すると、支給額は過剰なものとなる。
このほかにも、現行の欧州議会議員の監査は抜き打ち的なものであり、定期的に行われるものではないことに批判がある。この監査制度が不十分であるとして、一部議員は自主的に独立した機関に毎年の自身の監査を実施させている。

### 歳費・経費支出の制度変更
欧州議会では再三にわたって歳費や経費支出にかんする制度を改めることを提起してきた。試行錯誤を繰り返したのち、2005年6月にようやく欧州連合理事会との合意に達した。この合意は2009年7月以降に適用されている。

### 会計報告
各議員は収入や支出にかんする会計報告を行い、毎年その内容を公表し、またインターネット上で閲覧可能にすることとされている。

### 免責
欧州連合の待遇・免責に関する規程により、欧州議会議員は出身国内においてその国の議会議員と同等の待遇を受けることが定められている。またほかの加盟国内でも議員は現行犯逮捕を除いて、身柄拘束や司法措置を受けない特権を持っている。また現行犯逮捕についても、当事国によって処分撤回が行われることもある。

## 議員の傾向

### 経歴
欧州議会議員のおよそ3分の1は国内議会の議員を務めたことがあり、また10%以上は閣僚を経験している。1999年の選挙で選出された議員のうち177人が国内議員を経ており、また6人は首相経験者、3人が欧州委員会委員の経験者であった。また地方での政治経験者も多く選出されていた。
またこのほかの経歴を見ると、裁判官、労働組合代表、情報番組の出演者、俳優、軍人、歌手、スポーツ選手、政治活動家などを経験した人物が選出されている。
欧州議会議員の職を退いた後も別の政治の職に就いている。最近のヨーロッパ諸国の政府首脳も欧州議会議員を務めていたという人物が多い。

### 議員の兼職
1人の人物が国内議会と欧州議会のそれぞれの議員を兼職することは、一般的には推奨されておらず、また多くの加盟国では禁止されている。しかしわずかながらも国内議会の議員を兼職している欧州議会議員もおり、例えばサラ・ラドフォードやエマ・ニコルソンはともにイギリス自由民主党所属でイギリス貴族院議員である。またイアン・ペイズリーは欧州議会議員、イギリス庶民院議員、北アイルランド議会議員を同時に務めていたことで知られている。

### 多様な経歴
2019年選挙で当選した議員のうち、女性が占める割合は41%で、1979年の16.5%と比べ2倍以上、国内議会との比較でも高い割合となっている。国別ではスウェーデンが55%で最高、キプロスが0%で最低である。
2019年選挙で当選した時点で最年長だったのは1936年9月29日生まれのシルヴィオ・ベルルスコーニ（イタリア選出、2023年死去）、最年少は1998年2月23日生まれのキラ・マリー・ペーター＝ハンセン（デンマーク選出）であった。
このほかにも以下のような著名人が議員となっている。
- ウラジミル・レメック - アメリカ、ソビエト連邦以外の出身者としては初めて宇宙飛行した人物。
- ジャン＝マリー・ル・ペン - フランスの極右政治家。2002年フランス大統領選挙で第2位となった。
- ミシェル・ロカール - フランス元首相 （1988年 - 1991年）
- アレッサンドラ・ムッソリーニ - 第二次世界大戦期にイタリア・ファシスト党党首であったベニート・ムッソリーニの孫。
- マイケル・キャッシュマン - イギリスの元俳優（イーストエンダーズに出演）、LGBT活動家。
- ヤーローカ・リーヴィア - 東ヨーロッパ出身のロマとしては初の欧州議会議員（ロマとしては1994年にスペイン出身の人物が初の議員となっている）。またロマとしてはマイノリティ権利運動家のモハーチ・ヴィクトーリアも選出されている。
- アリ・バタネン - 元ラリー選手。世界ラリー選手権優勝者。なお出生国のフィンランドではなくフランスの選挙区から選出されている。
- ピーター・シュチャストヌィー - スロバキアの元アイスホッケー選手。NHLにも所属していた。
- リリー・グルーバー - イタリアのテレビジャーナリスト。シルヴィオ・ベルルスコーニのメディア支配に反発して政界入りした。
- ロバート・キルロイ＝シルク - イギリスのトーク番組司会者。人種差別発言のために英国放送協会から契約を打ち切られた。
- ジャンニ・リベラ - イタリアの元サッカー選手。1969年にはバロンドールに選ばれている。

以下のような人物も議員を務めていた。
- モーリス・デュヴェルジェ - フランスの政治学者。
- オットー・フォン・ハプスブルク - ハプスブルク家前当主。
- カール・ハプスブルク＝ロートリンゲン - ハプスブルク家当主。オットーの長男。
- イアン・ペイズリー - 北アイルランドの政治家。1979年から2004年まで欧州議会議員、イギリス庶民院議員、北アイルランド議会議員の3つを兼職していた。
- ジョン・ヒューム - 北アイルランドの政治家。ノーベル平和賞受賞者。
- マッシモ・ダレマ - イタリアの元首相。
- ダナ・ローズマリー・スカロン - 1970年のユーロビジョン・ソング・コンテスト優勝者。

## オブザーバ
欧州連合への加盟が内定している国では、実際の加盟に先立って多くのオブザーバを欧州議会に派遣している。オブザーバの数と選定方法（通常は国内議会が選定する）は加盟条約に定められている。
オブザーバは議論に出席しまた招聘されて参加することもあるが、投票やそのほかの権限は行使できない。出身国が正式に欧州連合に加盟したのち、オブザーバも次回の選挙が実施されるまで正式に欧州議会議員となる。
このため一時的に定数が基本条約等で合意された上限である750を上回ることが起こりうる。実際に2004年には、5月1日に10か国が欧州連合に新規加盟し、これらの国からの議員を受け入れた結果、欧州議会の議席数が788まで増えたが、翌月に実施された選挙で732に削減されている。
2005年9月26日から2006年12月31日までブルガリアが18人、ルーマニアが35人のオブザーバを送っている。このときのオブザーバは各国議会が合意したうえで、与野党から選定されている。2007年1月1日、一部の入れ替わりがあったものの、オブザーバは正式に欧州議会議員となった。
リスボン条約の発効時は、暫定的に定数が754となった。2009年6月の選挙ではリスボン条約の発効を見込んで、ニース条約の下での定数の736に加え、18名のオブザーバを選出したが、リスボン条約の発効によってこのオブザーバは正式に議員となったためである。
近い将来に予測されるオブザーバにかんする議論は、北キプロスからのオブザーバ派遣を認めるかについてのものである。これはトルコ系キプロス人を受け入れ、また対話の開始と孤立の緩和を目的としたものである。これが実現すればトルコ語を欧州連合の公用語とすることについても議論となる。北キプロスからのオブザーバ受け入れについてはまだ正式に提案されていないが、欧州人民党・欧州民主主義グループ (EPP-ED) はこれに反対している。現在キプロスに配分されている議席数はキプロス全島の人口に基づいているが、欧州議会にはギリシャ系キプロス人しか議席を持っていない。